# 7154 Zhangmaolin
7154 Zhangmaolin eller 1979 MJ5 är en asteroid i huvudbältet som upptäcktes den 25 juni 1979 av de båda amerikanska astronomerna Eleanor F. Helin och Schelte J. Bus vid Palomarobservatoriet. Den är uppkallad efter den kinesiska astronomen Zhang Maolin.
Asteroiden har en diameter på ungefär 3 kilometer.